# Кузнецова, Лилия Константиновна
Ли́лия Константи́новна Кузнецо́ва (22 апреля 1945, Ленинград — 27 июня 2015, Санкт-Петербург) — советский и российский историк искусства, искусствовед. Исследователь и эксперт ювелирного искусства в России XVIII — начала XX века. Автор трёх книг в серии «Петербургские ювелиры» и более 100 научных статей.

## Биография
Отец — Константин Андреевич (1911—1976) — инженер, участник Великой Отечественной войны.
Мать — Анастасия Федоровна (1914—1993) — бухгалтер; во время блокады Ленинграда, работала на оборонных предприятиях города.
В 1963 году окончила ленинградскую среднюю школу № 30, расположенную в здании бывшего Начального народного училища.
Летом 1963 г. поступила в Ленинградский государственный университет, на вечернее отделение кафедры истории искусства исторического факультета. Одновременно (с 26 августа) начала работать в Государственном Эрмитаже, пройдя путь от младшего музейного работника до ведущего научного сотрудника.
Окончила ЛГУ в 1969 г., защитив дипломную работу «Французский портрет второй половины XVII — начала XVIII веков в собрании Государственного Эрмитажа» (научный руководитель Н. Н. Калитина, рецензент Т. П. Знамеровская).
Научный интерес к ювелирному искусству возник в самом конце 1970-х годов, тогда же в печати стали появляться её первые публикации, посвящённые мастерам-ювелирам и их изделиям конца XVIII века, ныне — экспонатам Золотой кладовой Государственного Эрмитажа.
8 июня 1984 г. в Диссертационном совете исторического факультета Ленинградского государственного университета защитила диссертацию на соискание ученой степени кандидата искусствоведения «Искусство петербургских ювелиров второй половины XVIII столетия».
С сентября 1995 года и до июня 2006 года (по совместительству) вела курс лекций «Декоративно-прикладное искусство» на отделении истории искусства исторического факультета СПбГУ. Под руководством Л. К. Кузнецовой подготовлены и защищены 43 дипломных работы.
В 1980—2013 гг. выступала с докладами на конференциях — «Экспертиза и атрибуция произведений изобразительного искусства» (ГТГ); «Ювелирное искусство и материальная культура» (ГЭ); «Эрмитажные чтения памяти В. Ф. Левинсона-Лессинга»; «Эрмитажные чтения памяти Б. Б. Пиотровского»: «Пунинские чтения» (СПбГУ); «Царскосельская научная конференция» (музей-заповедник «Царское Село») и др.
Основные исследования посвящены истории ювелирного искусства в России XVIII—XIX веков и биографиям мастеров-ювелиров, работавших в Петербурге. Являлась специалистом в области атрибуции и реконструкции ювелирных предметов с драгоценными камнями и бриллиантовыми (алмазными) составляющими.
Много внимания уделяла популяризации знаний о предметах ювелирного искусства, посвятив этому ряд статей в специализированных ювелирных и антикварных журналах («Antiq.info», «Ювелирный мир», «Собраніе») и выступая главным научным консультантом по созданию мультимедийного проекта «Сокровища Алмазного фонда России».
Похоронена на Северном кладбище.

## Публикации

### Книги
- Петербургские ювелиры. Век восемнадцатый, бриллиантовый… — М.: Центрполиграф ; СПб.: МиМ-Дельта, 2009. — 542 с. — ISBN 978-5-9524-4038-8
- Петербургские ювелиры XIX века. Дней Александровых прекрасное начало. — М.: Центрполиграф ; СПб.: Русская тройка-СПб, 2012. — 318 с. — ISBN 978-5-227-03886-9
- Петербургские ювелиры XIX — начала XX в. : династии знаменитых мастеров императорской России: Барбе, Дювали, Кейбели, Зефтигены, Сазиковы, Ганы, Бутцы, Болины, Верховцевы, Фаберже. — М.: Центрполиграф ; СПб.: Русская тройка-СПб, 2017. — 591 с. — ISBN 978-5-227-07179-8

### Статьи
- «Аглинской купец» Луи-Давид Дюваль // Россия — Англия. Страницы диалога: Краткое содержание докладов
- V Царскосельской научной конференции. СПб., 1999. С. 88-92.
- «Чернилица» из уральской платины // 250 историй про Эрмитаж: «Собранье пестрых глав…» Кн. 1. СПб., 2014. С. 166—168.
- Бантик и нитка или «Колье Екатерины II» // Экспертиза и атрибуция произведений изобразительного искусства: Материалы XII научной конференции. М., 2009. С. 226—235.
- Букеты Галереи драгоценностей // Сообщения Государственного Эрмитажа. Вып. LXIII. СПб., 2005. С. 24-31.
- Венчальная императорская корона // Царское Село. На перекрестке времен и судеб: Материалы XVI Царскосельской научной конференции. Ч. I. СПб., 2010. С. 395—410.
- Георг-Фридрих Экарт и Алмазная мастерская. Его отношения с Позье и работа над короной Екатерины II // Памятники культуры. Новые открытия: Письменность. Искусство. Археология. Ежегодник 1989. М., 1990. С. 379—391.
- Иван Никитич Бартенев // Хранители: Материалы XI Царскосельской научной конференции. СПб., 2005. С. 7-23.
- Исполненные по повелениям Екатерины II и Павла I работы петербургских ювелиров, хранившиеся в ризнице Большого собора Зимнего дворца // Собор Спаса Нерукотворного образа в Зимнем дворце как памятник духовной и материальной культуры. СПб., 1998. С. 44-47.
- К вопросу о предметах утвари, исполненных для Спасского и Воскресенского «верховых» соборов Кремля в 1677—1679 гг // Сообщения Гос. Эрмитажа. Вып. LVIII. СПб., 1999. С. 22-30.
- К вопросу об атрибуции группы ювелирных изделий конца XVIII века в собрании Государственного Эрмитажа // Проблемы развития русского искусства / Институт им. И. Е. Репина. Вып. XI. Л., 1979. С. 22-35.
- К вопросу об эволюции художественной формы и системы декорировки табакерок работы петербургских мастеров второй половины XVIII века // Проблемы развития русского искусства / Институт им. И. Е. Репина. Вып. XIII. Л., 1980. С. 40-62.
- К истории одного перстня // Сообщения Гос. Эрмитажа. Вып. LIII, Л., 1988. С. 14-16.
- К истории создания скипетра в Алмазной мастерской // Памятники культуры. Новые открытия: Письменность. Искусство. Археология. Ежегодник 1990. М., 1992. С. 414—427.
- Курьезный язык камней знатоков минералогии // Курьез в искусстве и искусство курьеза: Материалы XIV Царскосельской научной конференции. СПб., 2008. С. 230—243.
- Лаловый убор Екатерины II // Экспертиза и атрибуция произведений изобразительного искусства: Материалы V научной конференции. М., 2001. С. 236—243.
- Награда «за праздник» // 250 историй про Эрмитаж: «Собранье пестрых глав…» Кн. 1. СПб., 2014. С. 112—116.
- Напоминание о несостоявшемся браке // 250 историй про Эрмитаж: «Собранье пестрых глав…» Кн. 1. СПб., 2014. С. 64-69.
- О «водокшанском лале» под крестом большой короны Анны Иоанновны // Экспертиза и атрибуция произведений изобразительного искусства: Материалы VII научной конференции. М., 2003. С. 175—182.
- О большом «красном камне», одной описке и Симоне Ушакове // Пунинские чтения’99: Доклады и сообщения. СПб., 2000. С. 6-8.
- О времени создания в «Мастерской Ея Императорского Величества алмазных дел» креста ордена Св. Александра Невского «с цветком» // Экспертиза и атрибуция произведений изобразительного искусства: Материалы IX научной конференции. М., 2005. С. 196—204.
- О жемчужной диадеме, исполненной Карлом Эдуардом Болином в декабре 1841 года // Экспертиза и атрибуция произведений изобразительного искусства: Материалы III научной конференции / ГТГ. М., 1998. С. 155—164.
- О медальонах работы Ивара-Венфельта Бука // Экспертиза и атрибуция произведений изобразительного искусства: Материалы VI научной конференции. М., 2002. С. 221—227.
- О роли точности воспроизведений портретистами аксессуаров в атрибуции двух пожалованных князю Г. Г. Орлову портретов Екатерины II // Экспертиза и атрибуция произведений изобразительного искусства: Материалы XI научной конференции. М., 2007. С. 188—196.
- О роли ювелирно-минералогической экспертизы в атрибуции знаков инвеституры Георгия XII — последнего царя Восточной Грузии // ЭКСПЕРТИЗА произведений изобразительного искусства: 1-я научная конференция, 31 мая — 2 июня 1995 г., Москва / ГТГ. М., 1996. С. 152—160.
- О фельдмаршальском жезле в коллекции Алмазного фонда // Чтения памяти В. Ф. Левинсона-Лессинга. СПб., 2000. С. 59-62.
- О фермуаре, исполненном Карлом Эдуардом Болином в декабре 1852 года // Симпозиум «Экспертиза и атрибуция произведений изобразительного и декоративно-прикладного искусства». СПб., 2000. С. 241—247.
- О часах Екатерины II, исполненных мастерами Робертом Гайнамом и Леопольдом Пфистерером // Россия — Англия. Страницы диалога: Краткое содержание докладов V Царскосельской научной конференции. СПб., 1999. СПб., 1999. С. 134—138.
- Памятный дар светлейшего князя Г. А. Потемкина Екатерине II: Табакерка с портретом султана Абдул-Гамида
- // 250 историй про Эрмитаж: «Собранье пестрых глав…» Кн. 1. СПб., 2014. С. 103—107.
- Парадные сабли великого князя Александра Павловича // Эрмитажные чтения памяти В. Ф. Левинсона-Лессинга: Материалы конференции. СПб., 2005. С. 76-90.
- Петербургский ювелир XVIII века Жан Жак Дюк // Проблемы развития русского искусства / Ин-т И. Е. Репина. Вып. XIV. Л., 1981. С. 27-39.
- Петербургский ювелир Карл Гзель (Гезель) // Ювелирное искусство и материальная культура: Семинар. СПб., 2003. С. 67-70.
- Петербургский ювелирный карат и атрибуция // Экспертиза и атрибуция произведений изобразительном и декоративно-прикладного искусства. М., 2000. С. 52-53.
- Прототипы некоторых работ ювелиров Алмазного фонда СССР // Пунинские чтения-2000: Доклады и сообщения. СПб., 2000. С. 162—174.
- Работы петербургских ювелиров по созданию знаков орденов Святого Георгия и Святого Владимира в XVIII веке // Экспертиза и атрибуция произведений изобразительного искусства: Материалы VIII научной конференции. М., 2004. С. 198—204.
- Роль ювелирной экспертизы в уточнении предназначения украшений, входящих в гарнитур старшей дочери Павла I // Экспертиза и атрибуция произведений изобразительного искусства: Материалы X научной конференции. М., 2006. С. 156—168.
- Скрытые символы Александровской колонны // 250 историй про Эрмитаж: «Собранье пестрых глав…» Кн. 1. СПб., 2014. С. 211—218.
- Сокровища Российской Короны и Галерея драгоценных вещей Императорского Эрмитажа // Новый Эрмитаж: 150 лет со дня создания: Материалы юбилейной научной конференции. СПб., 2003. С. 116—120.
- Сотрудничество золотых дел мастера Иоахима Хассельгрена с придворной «Мастерской ЕИВ алмазных дел» в работе над парадным оружием // Страницы истории русской художественной культуры. СПб., 1997. С. 85-94.
- Табакерка с картою Крыма // 250 историй про Эрмитаж: «Собранье пестрых глав…» Кн. 1. СПб., 2014. С. 108—111.
- Табакерка Цесаревича Александра Николаевича // Немцы в государственности России. СПб., 2004. С. 41-47.
- Табакерки Фридриха II Великого — знаки берлинских контактов и вояжей престолонаследников // Из века Екатерины Великой: путешествия и путешественники: Материалы XIII Царскосельской научной конференции. СПб., 2007. С. 310—320.
- Творчество петербургского ювелира Франсуа Будде // Декоративно-прикладное искусство России и Западной Европы конца XVII—XIX веков. Л., 1986. С. 39-49.
- Эмблематика и символика в работах Жан-Жака Дюка в собрании Государственного Эрмитажа // Эрмитажные чтения памяти В. Ф. Левинсона-Лессинга: Материалы научной конференции. СПб., 2004. С. 50-54.
- Ювелир XVIII века Леопольд Пфистерер. Архивные поиски и находки // Проблемы развития русского искусства / Институт им. И. Е. Репина. Вып. IX. Л., 1977. С. 12-22.